# اسبيث
اسبيث (بالتفيفيناغ ⴰⵙⴱⵉⵜ ) كانت أميرة أمازيغية من ليبيا، خدمت في الجيش القرطاجي قبل الحرب البونيقية الثانية، ويقال إنها توفيت عام 219 قبل الميلاد وفقًا لقصيدة Punica التي كتبها سيليوس ايتاليكوس.

## سيرة شخصية
تم التشكيك في وجود اسبيث، نظرًا لاهتمام سيليوس الواضح بتزيين قصته بالأبطال والمبارزات الملحمية، فقد كان يُنظر إليها بدلاً من ذلك على أنها إشارة إلى المثاتلات الامازونيات. ومع ذلك، فإن شخصيتها ترتكز على تقليد حقيقي للمحاربات في شمال إفريقيا، والذي نقله العديد من المؤرخين القدامى، مما يمنحه درجة معينة من الصدق. استشهد هيرودوت بقبائل اوسين و ماشلي في ليبيا، الذين كانوا يقيمون بطولات عسكرية بين العوانس كل عام ؛ وهتفوا للفائزات، مبغضين اللواتي الائي متن في المعركة، وكذلك عند الزاويك، الذين كانت عرباتهم الحربية تقودها النساء فقط. يعتقد ديودوروس أيضًا أن الأمازونيات الأسطوريات نشان في ليبيا قبل أن يستقرن في البحر الأسود . أخيرًا، يبدو أن اسم اسبيث هو إشارة إلى اشبيثيين، المعروفين باسم الأشخاص الذين يقودون عربة عظيمة وفقًا لهيرودوت و بلينيوس .
تم تقديم اسبيثفي القصيدة كأميرة اقليم مارماريكا وحليفة لـ حنبعل أثناء حصار ساجونتو . توصف بأنها من أتباع الإلهة ديانا وانها كانت تستمتع بالصيد وركوب الخيل والقتال مع القبائل الليبية المتنافسة. قادت مجموعة كاملة من الفرسان الليبيين وقائدات الحرب الإناث، على الرغم من أنهن لم يكن كلهن عذارى مثلها. وفقًا للقصيدة، تم نشر قوات اسبيث ضد طلعة ساجونتين، والتي تسببت خلالها في مقتل عدد كبير بفضل رماحهم. حاول أحد الرماة الكريتيين من قوات المرتزقة المسمى موبسوس قطعه، لكنه ضرب فقط ملازمه نازامون هاربي، مما أدى إلى استجابة مباشرة قتل فيها أبناء موبسوس داخل الأسوار، ثم دفعه إلى الانتحار. بعد ذلك، قام كاهن مدينة هيراكليس، ثيرون، بمطاردة اسبيث وتمكن في النهاية من قتلها عندما حاولت مهاجمته. تم إعدام ثيرون في وقت لاحق على يد قوات حنبعل، التي استعادت رفات أسبيت ومركبتها.
تم ذكر شقيق اسبيث، اكويراس لاحقًا بين قوات هانيبال في طريقه إلى إيطاليا، وقاد أتباعه من القيتول . قام لاحقًا بمساعدة حنبعل على الهروب من كوينتوس فابيوس ماكسيموس وتم إطلاق النار عليه في نهاية المطاف في معركة كاناي .

## في الخيال
ظهرت في رواية فيثينتي بلاسكو ابانييث تحت مسمى Sonnica the Courtesan، حيث صورها على أنها عشيقة لهانيبال.

## المذكرات و المراجع
1. 1 2  سيليوس إيتاليكوس, Punica, 2
2. ↑  Adrienne Mayor (2016). The Amazons : Lives and Legends of Warrior Women across the Ancient World. دار نشر جامعة برنستون. ص. 544. ISBN:978-0-691-17027-5. مؤرشف من الأصل في 2023-01-22.
3. ↑  Walter Duvall Penrose Jr. (2016). Postcolonial Amazons : Female Masculinity and Courage in Ancient Greek and Sanskrit Literature. دار نشر جامعة أكسفورد. ISBN:978-0-19-108803-2.